# Шайдуллина, Регина Маратовна
Регина Маратовна Шайдуллина (род. 14 апреля 1999, Набережные Челны, Татарстан) — российская тяжелоатлетка. Пятикратная чемпионка России (2021, 2022, 2023, 2024, 2025) в категории до 45 кг.

## Биография
Родилась 14 апреля 1999 года в Набережных Челнах. Учится в Набережночелнинском государственном педагогическом университете.
В 2018 году получила звание «Мастер спорта России».
В 2020 году стала серебряным призёром чемпионата России, а в 2021 году — победила в категории до 45 кг.
Чемпионка Европы среди юниоров 2021 года.
Принимала участие в чемпионате мира 2021 года в Ташкенте.
На чемпионате России по тяжёлой атлетике 2023 года, который состоялся в Новом Уренгое, Регина в третий раз в карьере завоевала чемпионский титул с общим весом на штанге по сумме двух упражнений 150 килограммов.
В июле 2024 года на чемпионате России, который состоялся В Новосибирске, Регина в четвёртый раз в карьере одержала победу на чемпионате страны в категории до 45 кг.
В августе 2025 года на чемпионате России в Санкт-Петербурге Регина завоевала золотую медаль по сумме двоеборья с результатом 154 кг, в рывке была второй, а в толчке первой. 

## Основные результаты
| Год  | Соревнования     | Место проведения | Весовая категория | Рывок, кг | Толчок, кг | Сумма, кг | Место |
| ---- | ---------------- | ---------------- | ----------------- | --------- | ---------- | --------- | ----- |
| 2020 | Чемпионат России | Грозный          | до 45 кг          | 61        | 84         | 145       | 2     |
| 2021 | Чемпионат России | Ханты-Мансийск   | до 45 кг          | 65        | 83         | 148       | 1     |
| 2021 | Чемпионат мира   | Ташкент          | до 45 кг          | —         | 89         | —         | —     |
| 2022 | Чемпионат России | Хабаровск        | до 45 кг          | 65        | 90         | 155       | 1     |
| 2023 | Чемпионат России | Новый Уренгой    | до 45 кг          | 65        | 85         | 150       | 1     |
| 2024 | Чемпионат России | Новосибирск      | до 45 кг          | 66        | 83         | 149       | 1     |
| 2025 | Чемпионат России | Санкт-Петербург  | до 45 кг          | 65        | 89         | 154       | 1     |